# E104 (trasa europejska)
E104 – byłe oznaczenie drogi międzynarodowej w Europie w latach 1968–1983, przebiegającej okrężnie w północnej części Anglii.
Droga E104 miała ustalony przebieg Teesside – Scotch Corner – Penrith.
Oznaczenie to obowiązywało do początku lat 80., kiedy wprowadzono nowy system numeracji tras europejskich. Od tamtej pory numer E104 pozostaje nieużywany.

## Historyczny przebieg E104
Lista dróg opracowana na podstawie materiału źródłowego
| Wielka Brytania | - droga nr 66: Teesside – Darlington - droga nr 66: Darlington – droga A1 - droga nr A1: droga nr 66 – Scotch Corner - droga nr 66: Scotch Corner – Penrith |